# Marineinfanterie

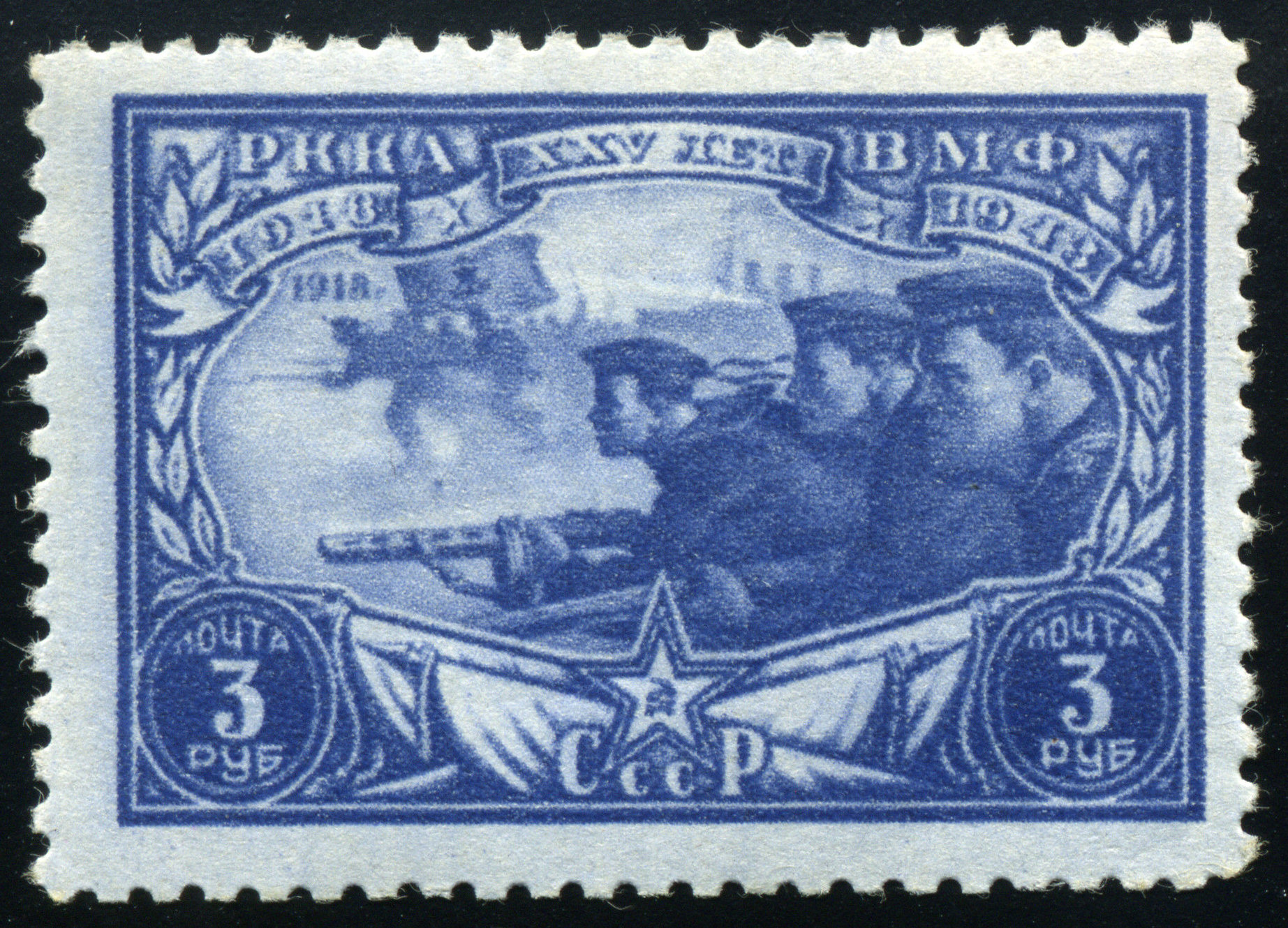
Marineinfanteristen auf einer sowjetischen Briefmarke, 1943

Die Marineinfanterie ist eine spezialisierte Truppe für infanteristische Aufgaben der Seestreitkräfte wie amphibische Operationen mit der Seelandung, der Sicherungsaufgaben an Bord von Kriegsschiffen und die Untersuchung von Handelsschiffen. Marineinfanterie ist eine Verwendungsreihe der Seestreitkräfte oder eine eigenständige Teilstreitkraft.
Marines (von lat. marinus „zum Meer gehörend“) ist die englische Bezeichnung für Marineinfanteristen, deutsche Bezeichnung Seesoldat. Die Unterscheidung zwischen Seeleuten, die ein Kriegsschiff seemännisch fahren, und Soldaten, die für den Kampf Mann gegen Mann ausgebildet sind, ist historisch. Bereits die römische Flotte setzte für den Enterkampf ausgebildete Landsoldaten im Kampf gegen Karthago ein.
Auf den Segelschiffen des 18. und frühen 19. Jahrhunderts gab es kleinere Kontingente von Seesoldaten, die einerseits Kampfaufgaben hatten, andererseits auch für Disziplin und Ordnung an Bord zuständig waren. Im Gefecht bedienten sie meist die leichten Geschütze und bildeten den Kern der Truppe für den Enterkampf und wurden für Landungsunternehmen eingesetzt.
Aus diesen Aufgaben entwickelte sich die Marineinfanterie mit unterschiedlicher Organisation und Aufgabenstellung. Während in einigen Ländern starke Landungstruppen entstanden, wie z. B. das US Marine Corps, unterhalten andere Länder kleinere marineinfanteristische Komponenten für Aufgaben in enger Zusammenarbeit mit schwimmenden Verbänden wie z. B. den Einsatz an Bord oder der Absicherung von Marinestützpunkten in der Heimat oder im Einsatzgebiet.

## Marineinfanterie in Deutschland
In der Bundeswehr existiert seit 2014 in der Deutschen Marine das Seebataillon, das aus infanteristischen Kräften der Marine in Bataillonsstärke besteht. Seesoldaten und der Verband des Seebataillon wurden schon mit der Gründung der Bundesmarine aufgestellt.

### Geschichte

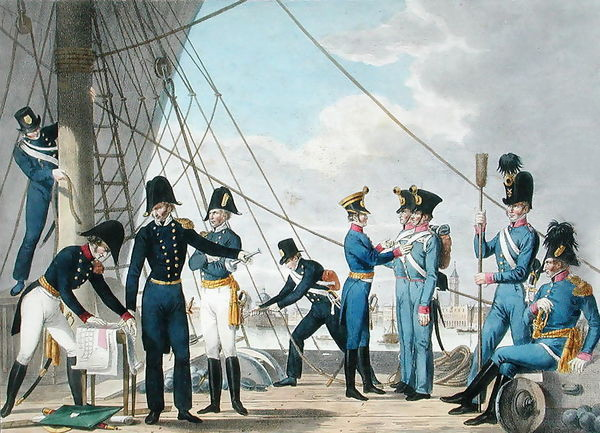
Österreichische Marine und Seesoldaten um 1820

#### Österreichische Marine
In der ersten Hälfte des 19. Jahrhunderts verfügte auch die Österreichische Marine über Seesoldaten.

#### Kurbrandenburgische, Preußische und Norddeutsche Marine. Reichsflotte
Die kurbrandenburgische Marine verfügte seit 1684 über ein eigenes Marinier-Corps, das noch über die Auflösung dieser Marine 1721 hinaus bestand und erst 1744 durch Umwandlung in das Garnisons-Bataillon Nummer 12 aufhörte als Marineinfanterie zu bestehen.

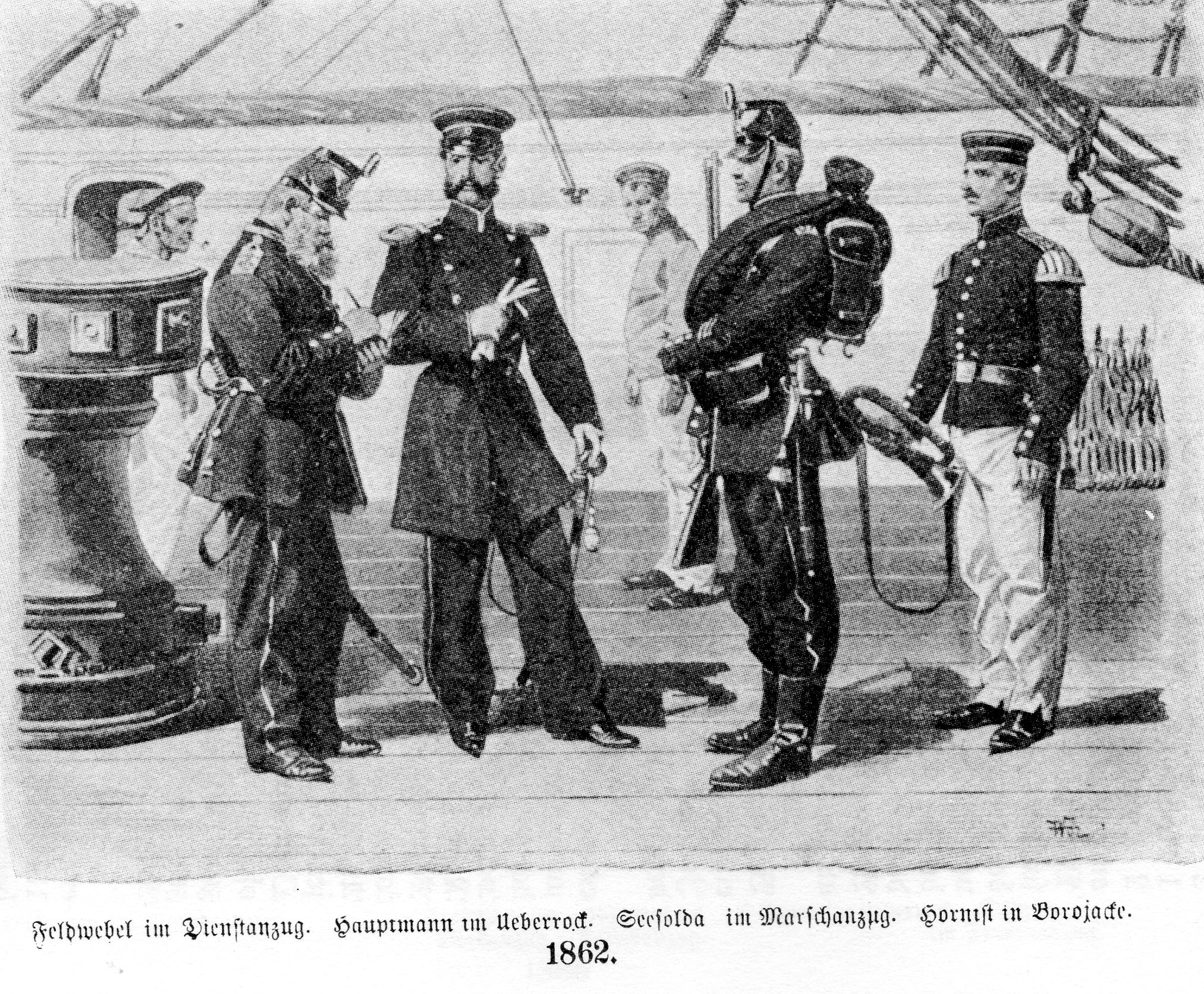
Preußische Marineinfanterie 1862.

Mit dem Wiederaufbau einer Preußischen Marine wurde im Januar 1850 in Stettin wieder ein Königlich Preußisches Marinierkorps (auch Marinir-Korps) aufgestellt. Ein Zug dieses Bataillons nahm am Gefecht von Tres Forcas in Marokko am 7. August 1856 teil. Diese Kräfte wurden an Land und an Bord eingesetzt und bestanden über die Kaiserliche Marine auch in der Reichsmarine und der Marine der Wehrmacht.
Ab 1854 war die Marine-Stabswache bis zu ihrer Auflösung im Jahre 1881 dem Seebataillon angegliedert bzw. unterstellt. Die Angehörigen der Marine-Stabswache hatten den Kommandanten bei der Aufrechterhaltung der Disziplin und Ordnung an Bord zu unterstützen.
Die Reichsflotte verfügte mit dem Reichs-Marinier-Corps über eine eigene Marineinfanterie, die vorzugsweise zur Bewachung der Schiffe und Hafenanlagen diente. Inwieweit sie eine militärpolizeiliche Funktion hatte, ist unbekannt.

#### Norddeutsche und Kaiserliche Marine
Zusammen mit der Preußischen Marine wurde das Seebataillon 1867 Teil der Marine des Norddeutschen Bundes. 1870 hatte das Seebataillon eine Stärke von fünf Kompanien mit 22 Offizieren und 680 Unteroffizieren und Mannschaften, Standort des Bataillonsstabs war Kiel.

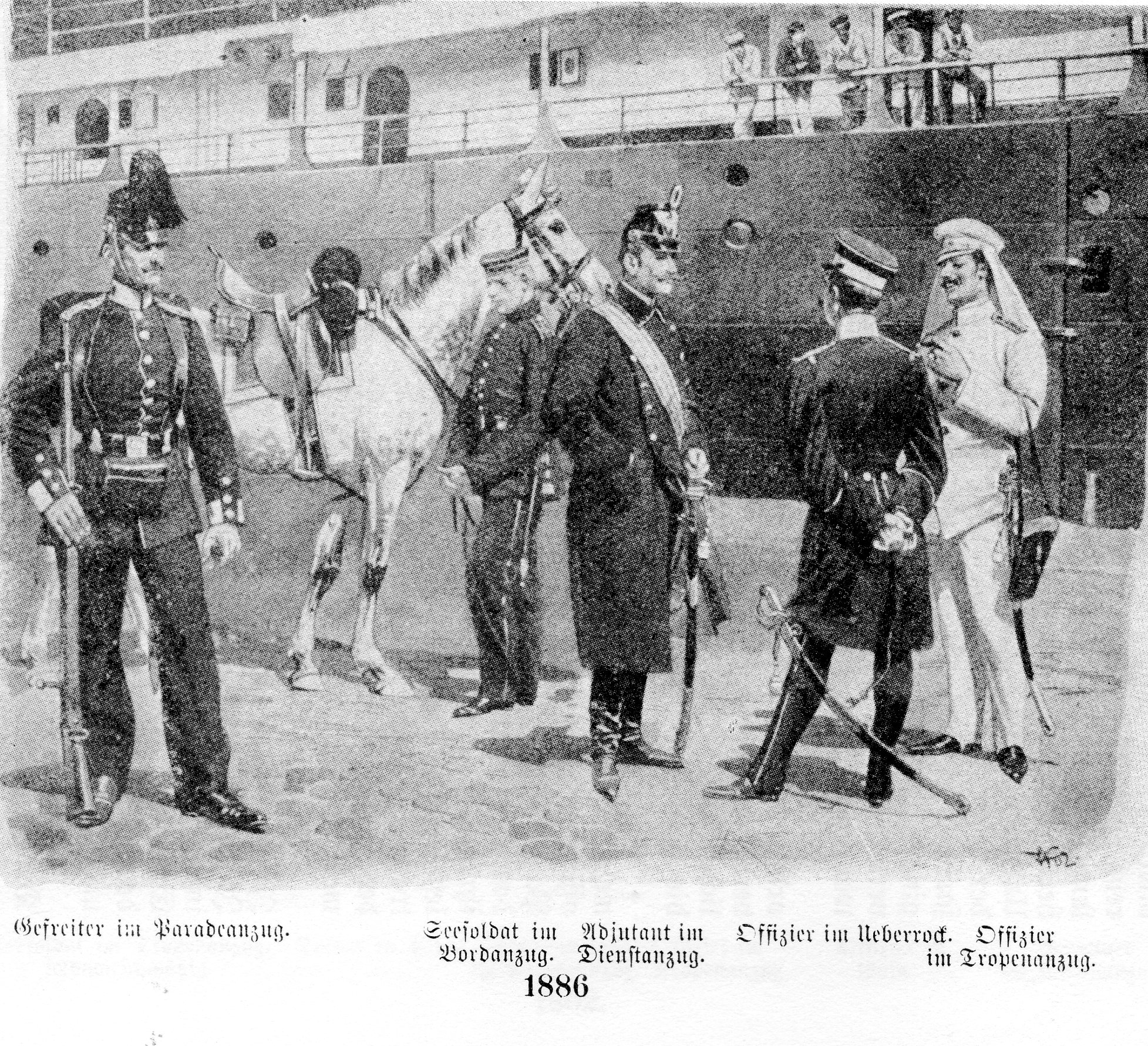
Deutsche Marineinfanterie 1886.

Nach der Umbenennung in die Kaiserliche Marine wurde das Seebataillon um eine sechste Kompanie verstärkt. Am 1. Oktober 1886 wurde das Seebataillon geteilt, Stab und I. Halbbataillon blieben in Kiel, während das II. Halbbataillon nach Wilhelmshaven verlegt wurde. Am 12. März 1889 wurden die beiden Halbbataillone in eigenständige Seebataillone zu vier Kompanien umgewandelt.
Am 3. Dezember 1897 wurde ein drittes Seebataillon im Marinestützpunkt Cuxhaven aus der 1. und 2. Kompanie des I. Seebataillons und der 3. und 4. Kompanie des II. Seebataillons gebildet und zum Schutz des Deutschen Pachtgebiets Kiautschou nach Tsingtau verlegt. Das III. Stammseebataillon – der Verband, der den Personalersatz für die Verwendung in China ausbildete – wurde auf Grund allerhöchster Kabinettsorder vom 31. Mai 1905 aufgestellt.
Die Offiziere der Marineinfanterie ergänzten sich seit 1866 nur noch aus der Armee, wohin sie nach ihrer Dienstzeit (in der Regel zwei Jahre) wieder zurückkehrten. Die Unteroffiziere kamen zum Teil aus Armee-, zum Teil aber auch aus verschiedenen Marinelaufbahnen. Die Mannschaften kamen aus der nichtseemännischen Bevölkerung.
Die Marineinfanterie der Kaiserlichen Marine diente hauptsächlich der Verteidigung der Reichskriegshäfen, wurde jedoch im 19. Jahrhundert aus Mangel an seemännischem Personal auch an Bord von Panzerschiffen eingesetzt. Die „Seesoldaten“ wurden meist zum Wachdienst und als Geschützbedienung herangezogen.
Das in China stationierte III. Seebataillon nahm an der Niederwerfung des Boxeraufstandes teil und diente als Kolonialtruppe. Das III. Seebataillon in Kiautschou unterstand dem Gouvernement Kiautschou (fachlich der Inspektion der Marineinfanterie), das seinerseits dem Reichsmarineamt unterstand. Die in Deutschland stationierten Seebataillone unterstanden mit Sitz in Kiel der Inspektion der Marineinfanterie, unter einem Generalmajor oder Oberst oder Oberstleutnant. Diese wiederum unterstand der Marinestation Ostsee.
Im Ersten Weltkrieg wurden insgesamt drei Marine-Divisionen aufgestellt. Das am 15. November 1914 gebildete Marinekorps, das u. a. aus Marineinfanterie und Marine-Artillerie bestand, wurde vor allem in Flandern eingesetzt, wo es die Küsten gegen britische Angriffe sicherte. Die Stärke dieses Korps betrug 60.000–70.000 Mann, von denen etwa während des Krieges ca. 10.000 Mann gefallen sind. Kommandierender Admiral war Admiral z.D. Ludwig von Schröder, genannt der „Löwe von Flandern“.
Standorte und Garnisonen

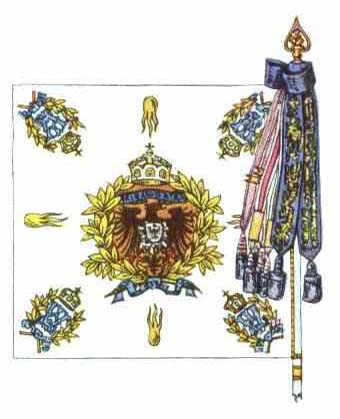
Fahne des III. Seebataillons, stationiert in Tsingtau (ca. 1914)

1914 bestanden folgende Seebataillone:
- I. Seebataillon in Kiel;
- II. Seebataillon in Wilhelmshaven;
- III. Stamm-Seebataillon in Cuxhaven; und das
- III. Seebataillon in Tsingtau

Hinzu kam das Ostasiatische Marine-Detachement (OMD) in Peking und Tientsin unter Paul Kuhlo und eine Kompanie aus Soldaten des I. und II. Seebataillons als Marine-Detachement im international besetzten Skutari in Albanien.

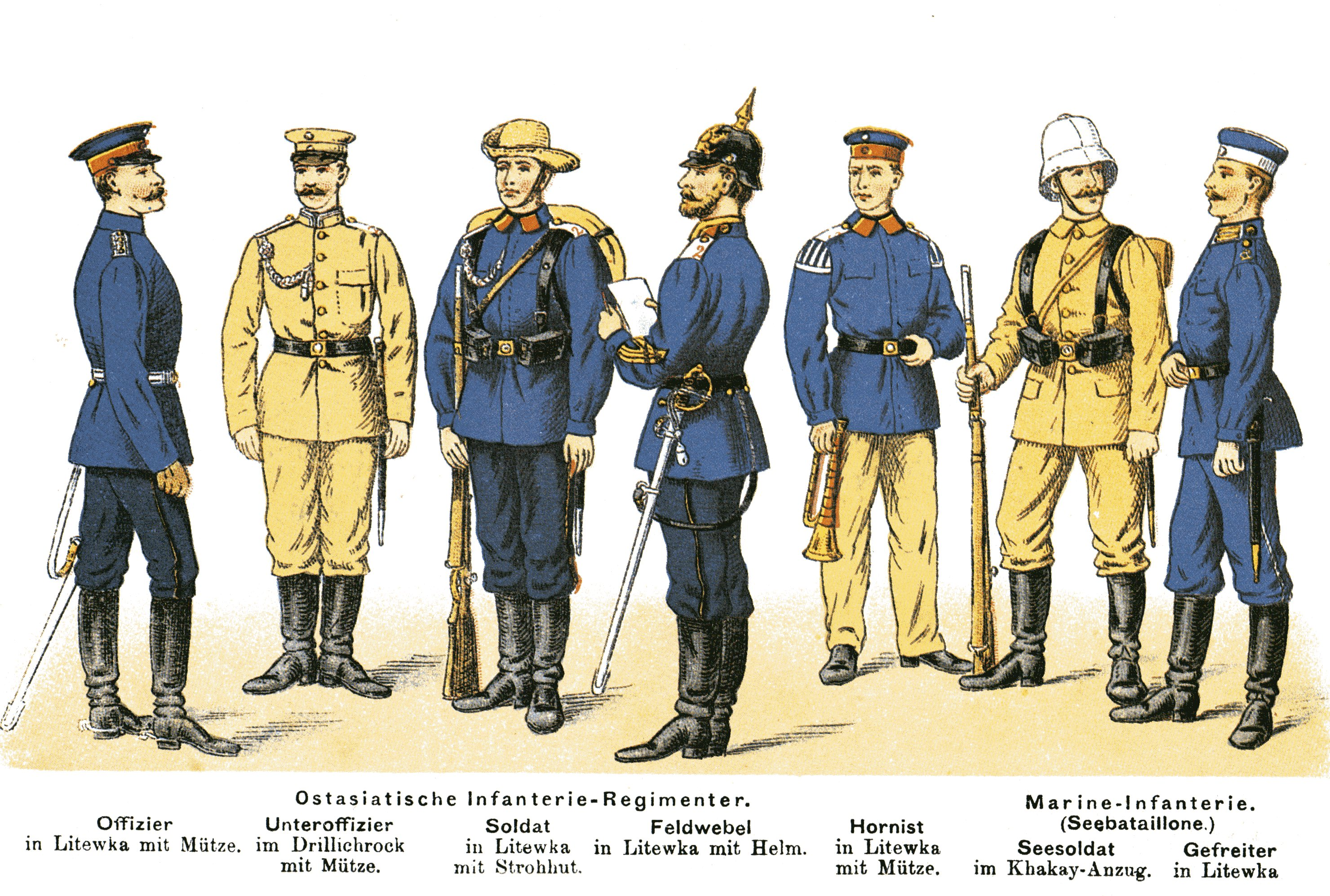
Angehörige des Ostasiatischen Expeditionskorps und der Marineinfanterie in verschiedenen Uniformierungen um 1901, rechts III. Seebataillon.
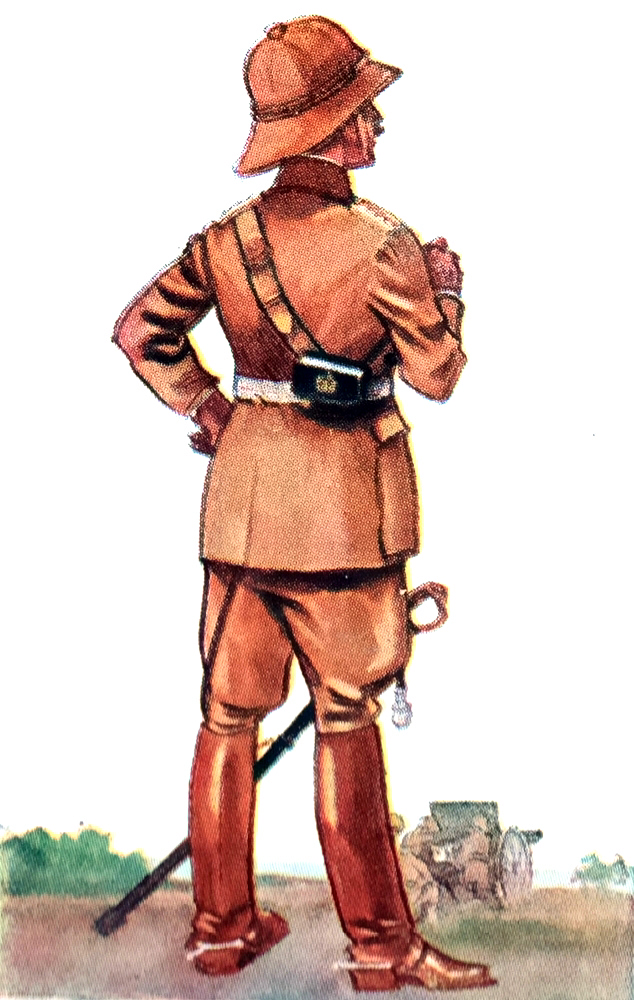
III. Seebataillon, Hauptmann der Marine-Feldbatterie im Dienstanzug, Braundrell (Tropendienstanzug) (um 1910)
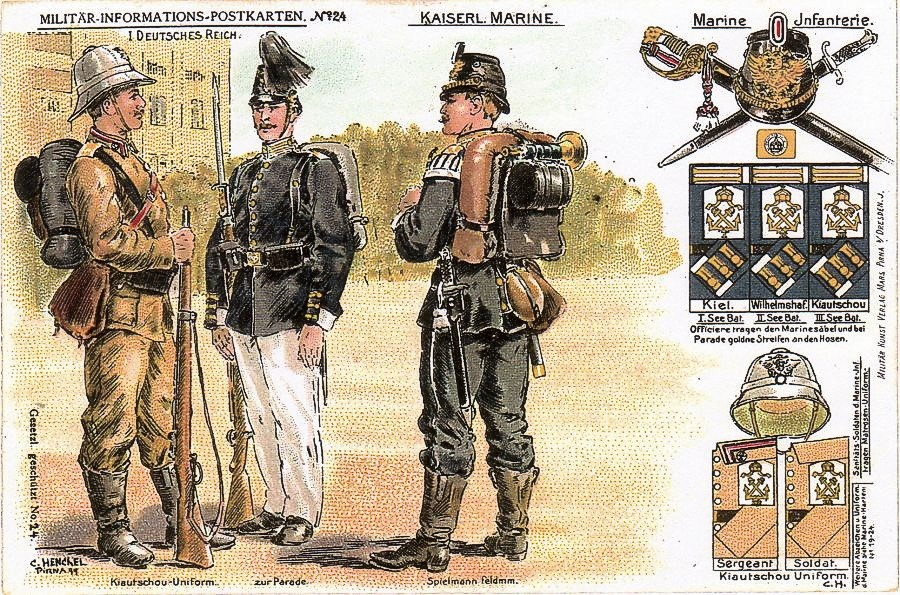
III. Seebataillon, Uniformen und Schulterklappen der Mannschaften.
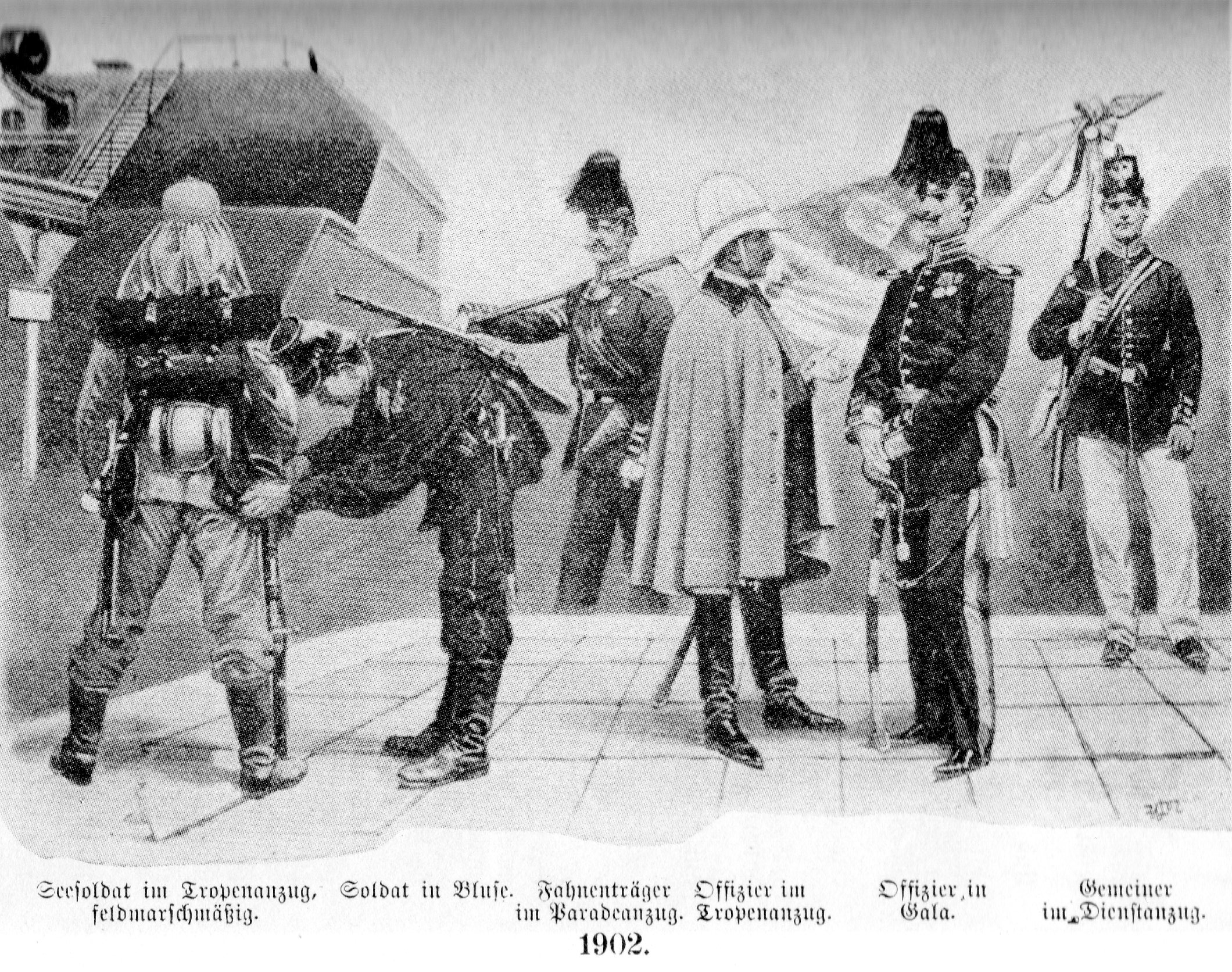
Uniformvarianten der Marineinfanterie (1902)

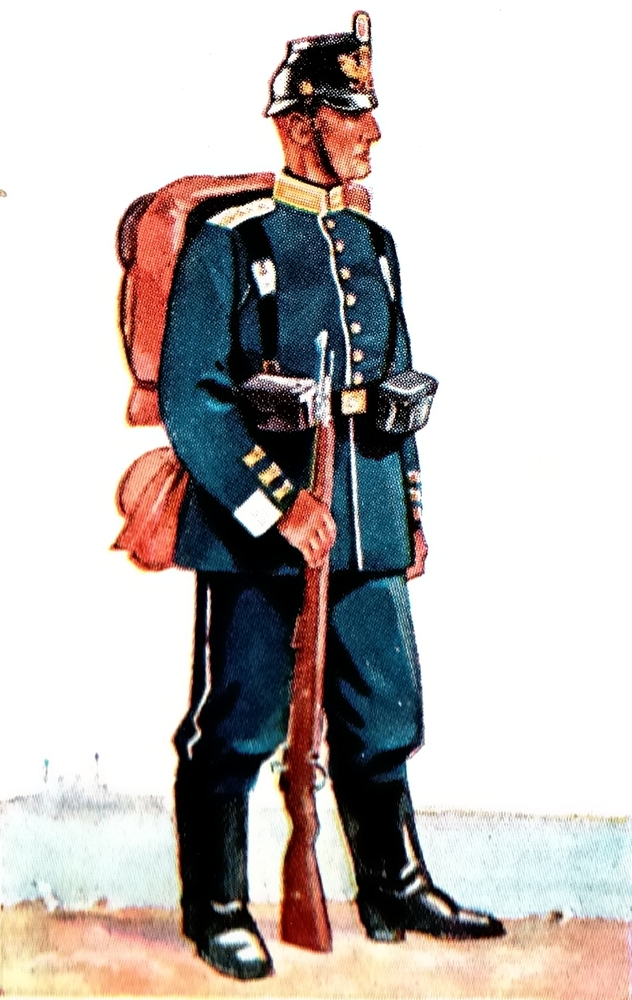
Seesoldat des II. Seebataillons in Felddienstuniform um 1910
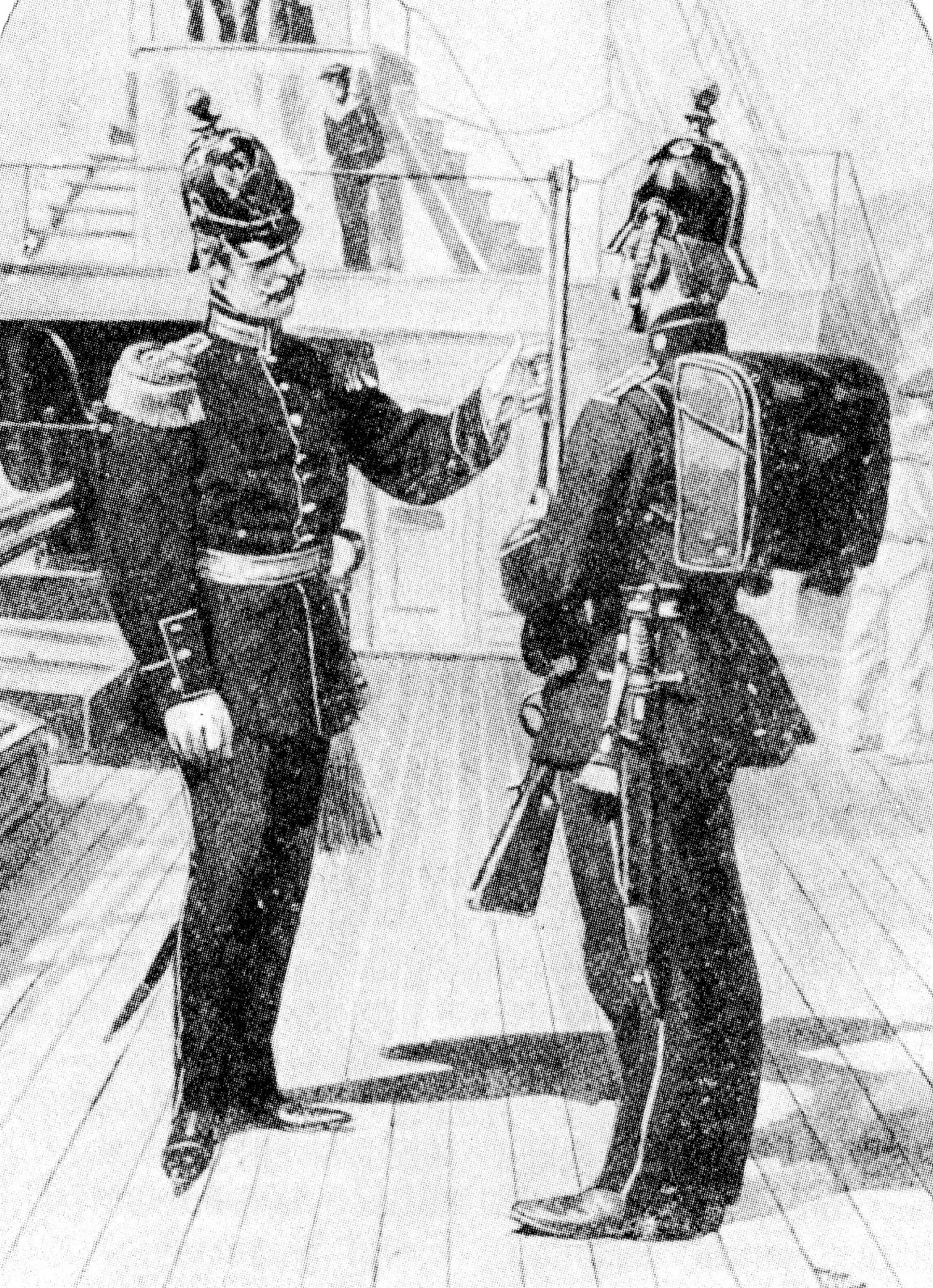
Preußische Marineinfanterie 1852. Premierleutnant im Dienstanzug und Seesoldat im Wachtanzug. Illustrierter Deutscher Flotten-Kalender für 1903.
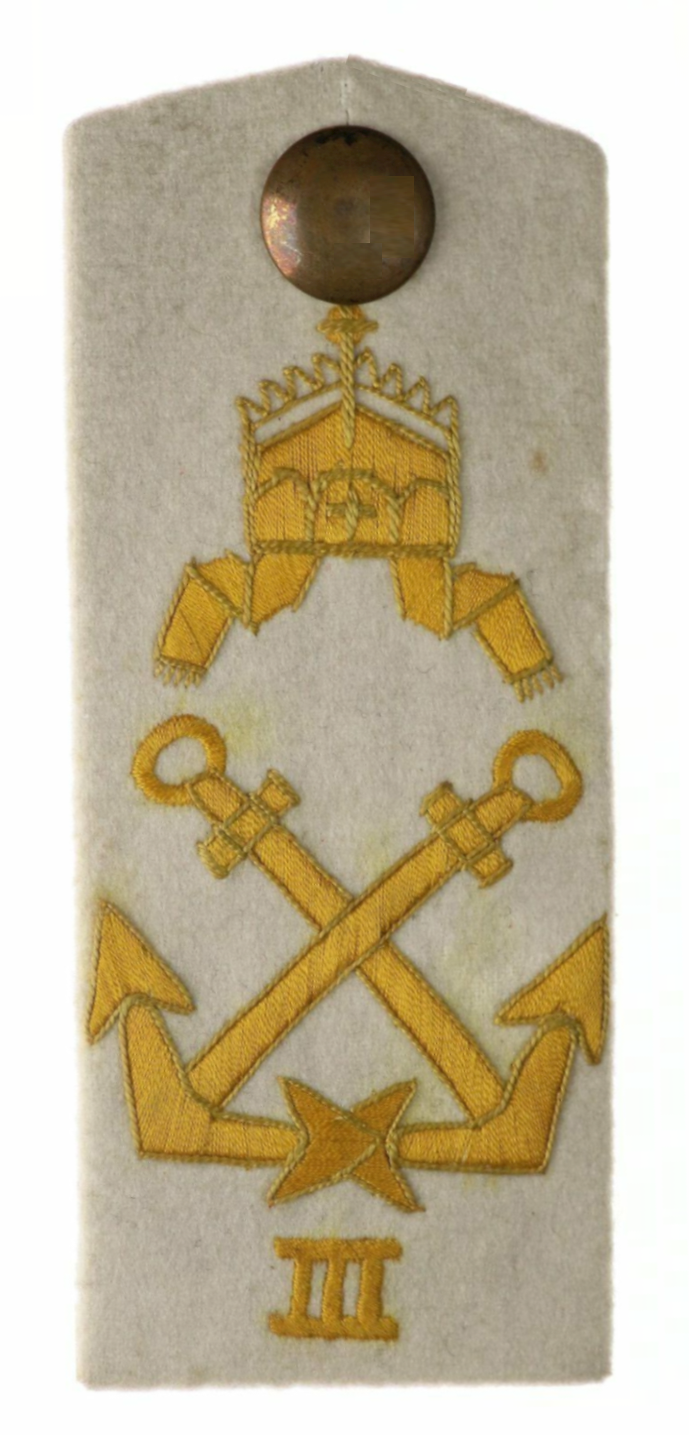
III. Seebataillon, Seebataillon Schulterstück Marine-Infantrist
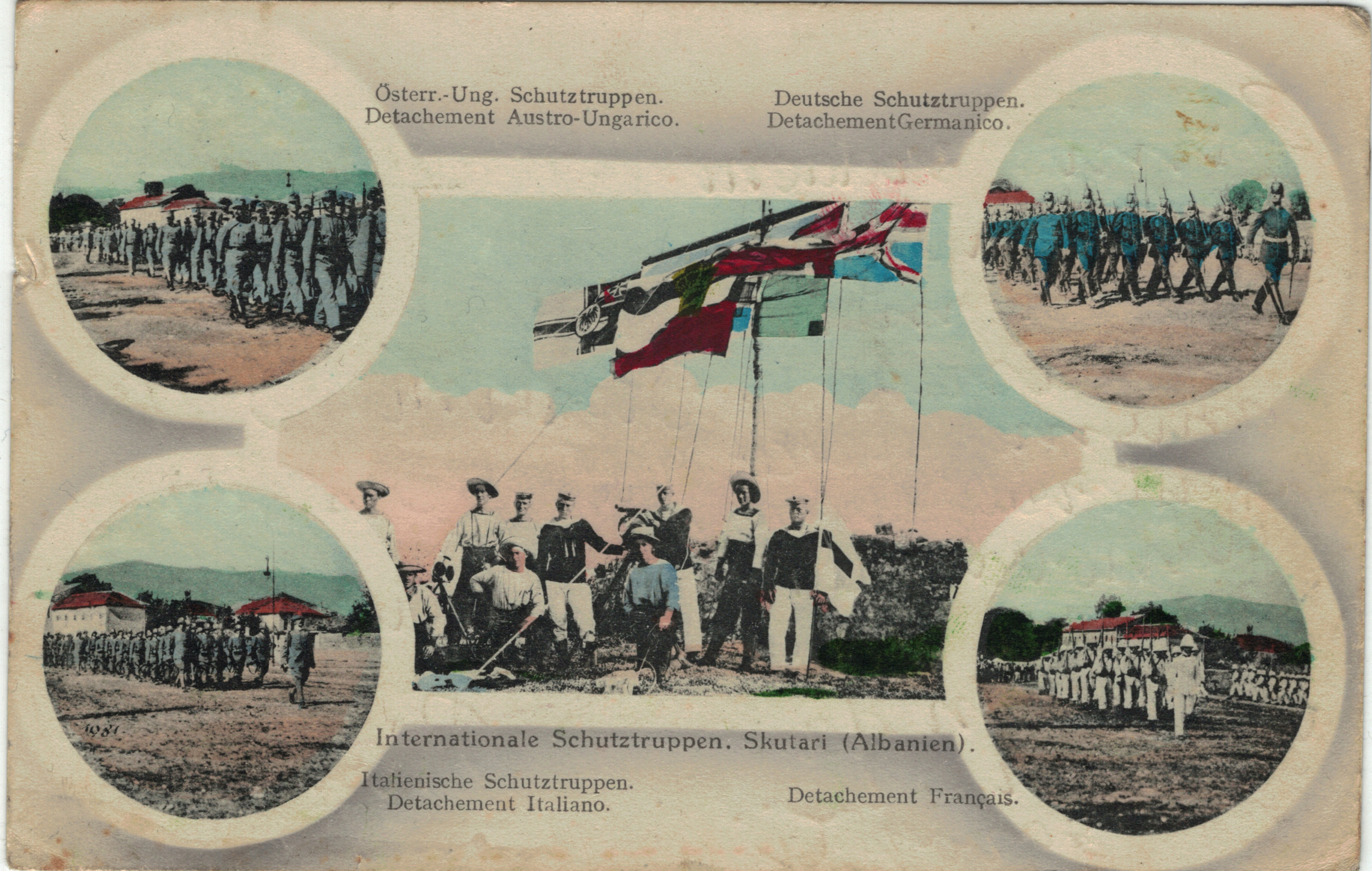
Ansichtskarte der „Schutztruppen“ in Skutari, Albanien (oben rechts das deutsche Detachement)

Einsatz

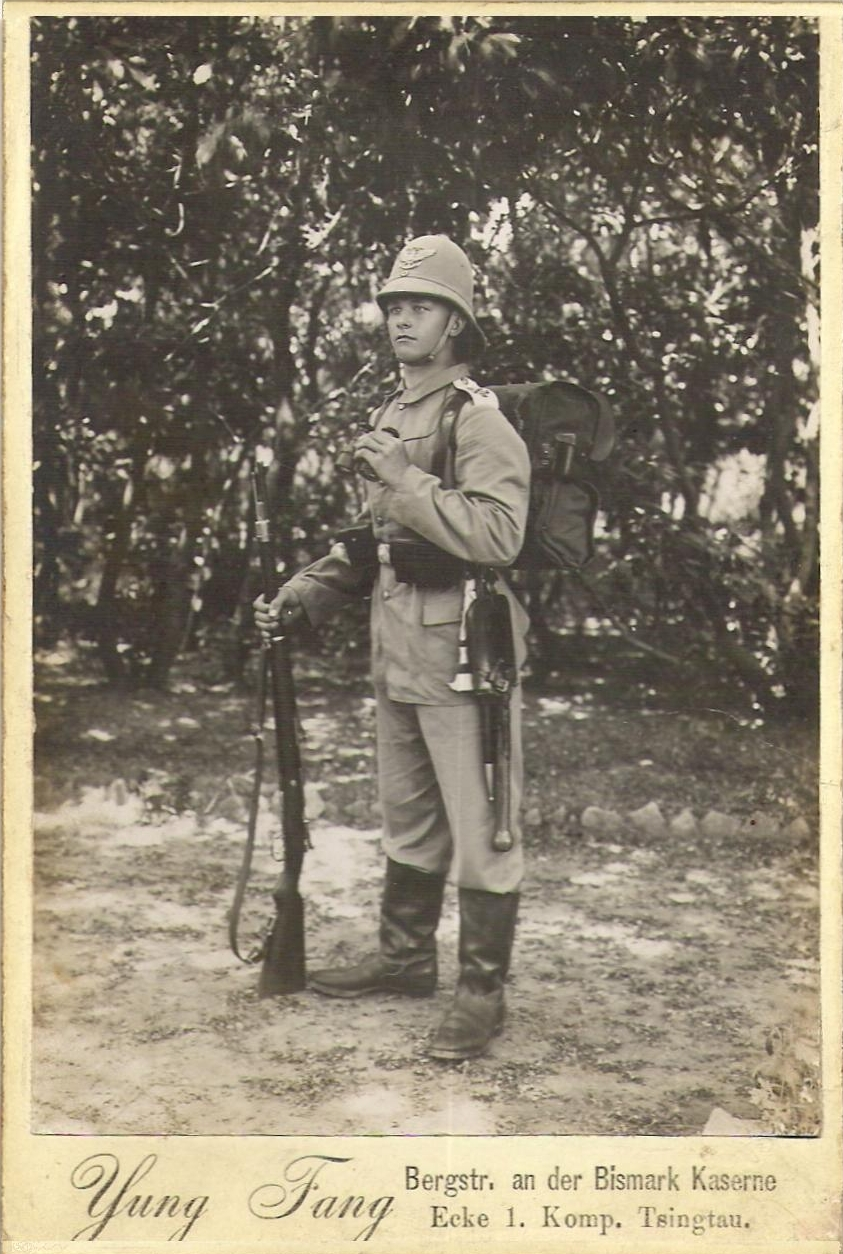
Angehöriger des III. Seebataillons in Tsingtau, 1912

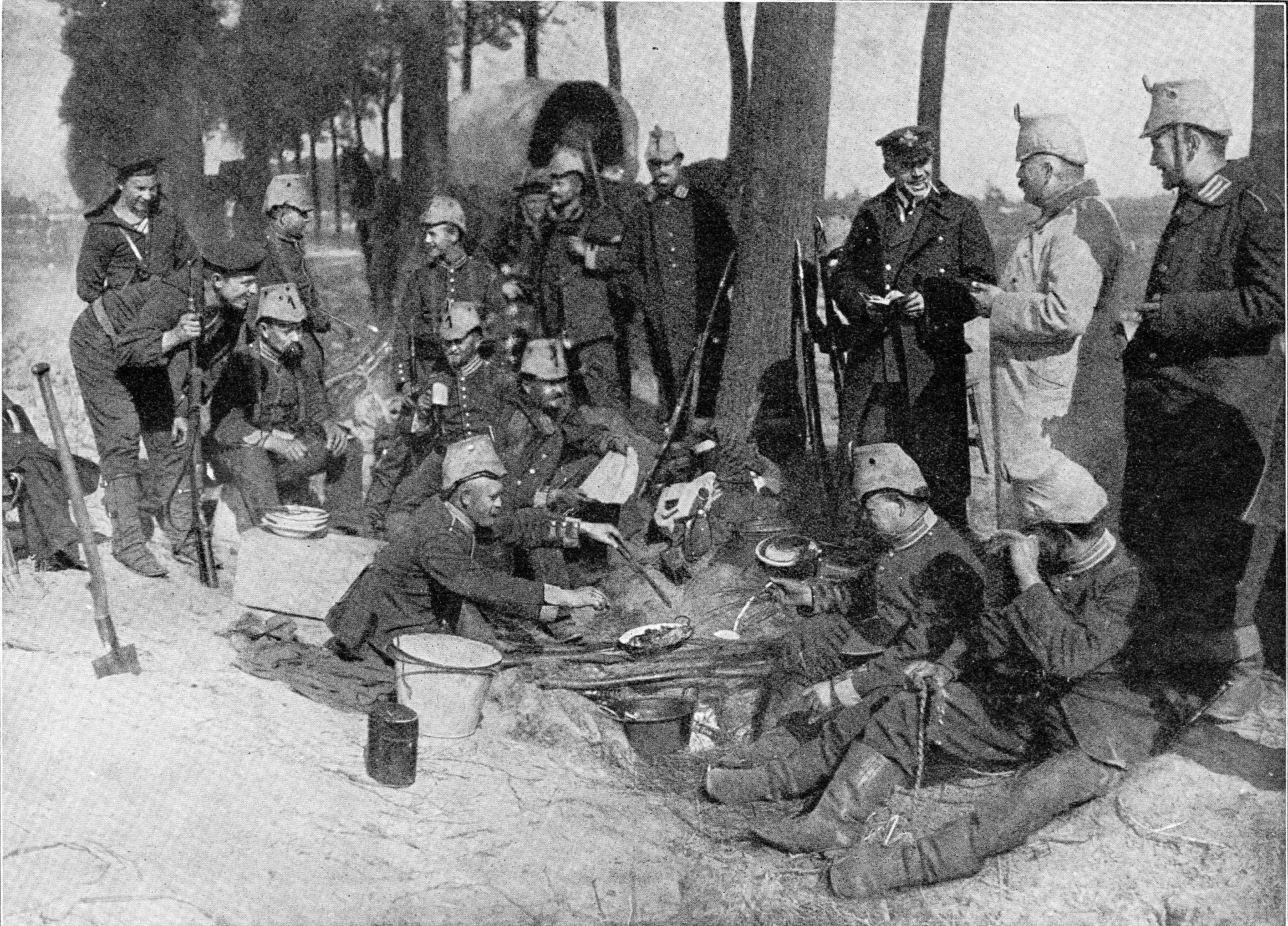
Offiziere und Mannschaften vom Seebataillon und der Marinedivision vor Antwerpen 1914/1915

Seit 1895 wurden Seesoldaten nicht mehr an Bord von Kriegsschiffen eingesetzt, sondern die Seebataillone als Interventionstruppe in den Kolonien. So wurde eine Kompanie 1894 aufgrund des Dahomey-Aufstands nach Kamerun entsandt, 1904 ging während des Aufstands der Herero und Nama ein Verband in Bataillonsstärke zur Unterstützung der Schutztruppe nach Deutsch-Südwestafrika. 1905/1906 unterstützte ein Detachement Marineinfanterie die kaiserliche Schutztruppe während des Maji-Maji-Aufstands in Deutsch-Ostafrika. Während der Intervention in China 1900/01 wurden das I. und II. Seebataillon unter Verstärkung durch eine Pionierkompanie und eine Feldbatterie als Marine-Expeditionskorps nach Ostasien entsandt. Mit Ende der Belagerung von Tsingtau am 7. November 1914 kapitulierten die deutschen Truppen in Kiautschou. Dadurch kamen etwa 4700 Deutsche in japanische Kriegsgefangenschaft. 76 Schwerverwundete wurden den Briten überstellt.
Im August 1914 bildeten Teile der Seebataillone und Reservisten die Marine-Infanterie-Brigade unter Generalmajor Carl von Wichmann, die am 23. August zur Marine-Division erweitert wurde und nur bis zum 28. November 1914 bestand. Bereits am 24. November war die 2. Marine-Division gebildet worden. Die ehemalige Marine-Division wurde dann als 1. Marine-Division neu aufgestellt. Beide Divisionen bildeten das Marinekorps Flandern unter Admiral Ludwig von Schröder (genannt der „Löwe von Flandern“). Am 3. Juni 1917 wurde die 3. Marine-Division aufgestellt, die dann ebenfalls dem Marinekorps Flandern unterstellt war.
Die Stärke des Korps betrug 60.000 bis 70.000 Mann, von denen etwa 10.000 während des Ersten Weltkriegs gefallen sind.
Die Marinedivisionen kamen bei der Belagerung von Antwerpen von 1914, in der Zweiten Flandernschlacht, in der Somme-Schlacht, in der Dritten Flandernschlacht und bei der Deutschen Frühjahrsoffensive 1918 zum Einsatz. Nach dem Waffenstillstand von Compiègne bildeten Freiwillige das Freikorps Lützow und das Freikorps Schwarze Jäger, die teilweise in die Reichswehr übernommen wurden.

#### Kriegsmarine
In der Kriegsmarine unterstanden dieser nach der Gliederung der Kriegsmarine Kräfte zur infanteristischen Sicherung von Hafenanlagen und für unmittelbar im Zusammenhang mit dem Einsatz von Kampfschiffen stehende Landoperationen. Für letztere wurde extra eine eigene Einheit, die Marinestoßtruppkompanie (MSK) gebildet. So wurde der infanteristische Angriff auf die Westerplatte durch die MSK durchgeführt. Nur im kleinen Rahmen erfolgten weitere Einsätze der MSK während der Operation Barbarossa.

#### Marine der Bundesrepublik
bis 1995 Bundesmarine, danach Deutsche Marine
Die Bundesmarine plante zunächst eine große amphibische Komponente. Im Verlauf des Kalten Krieges wurde die Zahl der amphibischen Kräfte jedoch stark verringert. Es entstand die Amphibische Gruppe mit Landungsbooten, die dem Transport von Truppen und militärischem Gerät im deutschen und militärischen Küstenraum dienten. Zur Amphibischen Gruppe gehörten außerdem die Kampfschwimmer und die Strandmeistereinheit, die Koordinationsaufgaben am Landestrand hatte. Die außerdem bestehenden Marinesicherungstruppen, die nicht zur Amphibischen Gruppe gehörten, hatten den Auftrag, Marineanlagen wie Stützpunkte, Fliegerhorste und Hauptquartiere zu sichern. Über Landungstruppen verfügte die Bundesmarine nicht, diese wären im Einsatzfall durch Einheiten und Verbände des Heeres oder der Verbündeten gestellt worden.
In den 1990er Jahren wurden aus den Reihen der Marinesicherungstruppen so genannte Boarding-Teams gebildet. Ihr Auftrag war u. a. die Kontrolle von zivilen Frachtschiffen auf Konterbande im Rahmen von UN-Embargoeinsätzen. Dazu wurden sie per Speedboat oder Hubschrauber (mittels Fast-Roping, also das Abseilen an einem speziellen Seil von bis zu 18 Meter Länge) abgesetzt. Ab dem Jahr 2000 sollten die Marinesicherungstruppen bis auf eine Boarding-Einheit ganz abgeschafft werden, weil die Sicherungsaufgabe als territoriale Aufgabe der damaligen Streitkräftebasis übertragen werden sollte.
Dieser Plan wurde nach den Terroranschlägen am 11. September 2001 revidiert. Die Marine verfügt seither über eine infanteristische Landkomponente, die aus zwei Bataillonen besteht, den Spezialisierten Einsatzkräften Marine (SEKM) und den Marineschutzkräften (MSK).
Beide Bataillone gehörten zur im Sommer 2006 neu geschaffenen Einsatzflottille 1. Zu den SEKM gehörten Kampfschwimmer, Minentaucher und Boardingkräfte, während die MSK die Aufgabe hatten, Marineanlagen im Inland und im Einsatzland zu schützen. Es handelte sich bei den SEKM und bei den MSK nicht um Landungstruppen. 2014 wurden mit der Auflösung der Spezialisierten Einsatzkräften Marine (SEKM) die Minentaucher, die Marineschutzkräfte und Boardingkräfte der Marine in das neugeschaffene Seebataillon überführt, die Kampfschwimmer wurden gleichzeitig in das neu aufgestellte Kommando Spezialkräfte der Marine (KSM) eingegliedert.
Im Jahre 2018 wurde die Verwendungsreihe 76 „Marinesicherungsdienst“ erneut in „Marineinfanterie“ umbenannt. und trägt seit jeher diese Bezeichnung für Dienstposten und Verwendungen innerhalb der Bundeswehr.

## Marineinfanterien der Welt
| Land                   | Mannstärke | Name der Einheit(en)                                 | Bemerkungen                                                                       |
| ---------------------- | ---------- | ---------------------------------------------------- | --------------------------------------------------------------------------------- |
| Argentinien            | 2.800      | Infantería de Marina                                 |                                                                                   |
| Bolivien               | 600        | Bataillon ›Almirante Grau‹                           |                                                                                   |
| Brasilien              | 14.600     | Corpo de Fuzileiros Navais                           |                                                                                   |
| Chile                  | 3.380      | Infantería de Marina                                 |                                                                                   |
| Volksrepublik China    | 30.000     |                                                      |                                                                                   |
| Deutschland            | 1.400      | Seebataillon, Kommando Spezialkräfte der Marine      | Zielgröße                                                                         |
| Ecuador                | 1.500      |                                                      |                                                                                   |
| El Salvador            | 133        |                                                      |                                                                                   |
| Finnland               | 500        | Rannikkojääkärit, Rannikkojalkaväki                  |                                                                                   |
| Frankreich             | 3.800      | Fusiliers marins (Marine)                            |                                                                                   |
| Griechenland           | 2.200      |                                                      |                                                                                   |
| Vereinigtes Königreich | 7.760      | Royal Marines                                        |                                                                                   |
| Guatemala              | 650        |                                                      |                                                                                   |
| Honduras               | 350        |                                                      |                                                                                   |
| Indien                 | 1.000      |                                                      |                                                                                   |
| Indonesien             | 15.000     | Korps Marinir                                        |                                                                                   |
| Irak                   | 1.000      |                                                      |                                                                                   |
| Israel                 | 350        | Naval Commandos                                      |                                                                                   |
| Italien                | 3.100      | Brigata marina “San Marco” (Marine), Lagunari (Heer) |                                                                                   |
| Japan (bis 1945)       |            | Speziallandungskräfte                                |                                                                                   |
| Kenia                  | 150        |                                                      |                                                                                   |
| Kolumbien              | 11.010     | Infanteria de Marina de la Armada                    |                                                                                   |
| Kuba                   | 550        |                                                      |                                                                                   |
| Marokko                | 1.500      |                                                      |                                                                                   |
| Mexiko                 | 11.385     | Infanteria de Marina                                 |                                                                                   |
| Niederlande            | 3.062      | Korps Mariniers                                      |                                                                                   |
| Pakistan               | 1.200      |                                                      |                                                                                   |
| Paraguay               | 800        |                                                      |                                                                                   |
| Peru                   | 3.500      | Infanteria de Marina                                 |                                                                                   |
| Philippinen            | 7.600      |                                                      |                                                                                   |
| Polen                  | 4.000      |                                                      |                                                                                   |
| Portugal               | 1.460      | Fuzileiros Navais                                    |                                                                                   |
| Russland               | 12.100     | Morskaja Pechota (Морская пехота)                    |                                                                                   |
| Saudi-Arabien          | 1.500      | Saudi-Arabische Marineinfanterie                     |                                                                                   |
| Spanien                | 5.243      | Infantería de Marina                                 | Aufstellungsdatum 27. Februar 1537 und gilt weltweit als älteste Marineinfanterie |
| Südkorea               | 29.000     | Republic of Korea Marine Corps                       |                                                                                   |
| Schweden               | 850        | Amfibieregemente                                     |                                                                                   |
| Syrien                 | 1.500      |                                                      |                                                                                   |
| Taiwan                 | 15.000     | Marineinfanterie der Republik China                  |                                                                                   |
| Thailand               | 1.100      | The Royal Thai Marine Corps                          |                                                                                   |
| Türkei                 | 3.000      | Amfibi Deniz Piyade                                  |                                                                                   |
| Uruguay                | 540        | Fusileros Navales                                    |                                                                                   |
| Vereinigte Staaten     | 203.000    | US Marine Corps                                      |                                                                                   |
| Venezuela              | 7.800      | Infanteria de Marina                                 |                                                                                   |
| Vietnam                | 27.000     |                                                      |                                                                                   |